# Roberta Mazzoni (Drehbuchautorin)
Roberta Mazzoni (* 3. Oktober 1951 in Mailand) ist eine italienische Drehbuchautorin, Regisseurin und Schriftstellerin.

## Leben
Mazzoni arbeitete nach einem Literaturstudium und einer Anstellung als Kostümbildnerin am „Piccolo Teatro“ in Mailand auf verschiedenen Feldern der Kultur, so auch für die RAI Corporation in New York. Für das Kino assistierte sie u. a. Liliana Cavani und inszenierte einen Kurzfilm, der als Teil des Episodenfilms Provvisorio, quasì d'amore gezeigt wurde. Ab 1988 entstanden einige Drehbücher, oftmals für Regisseurinnen.
Mazzoni schrieb als Autorin unter dem Pseudonym Roberta De Falco einige Kriminalromane mit dem Protagonisten Kommissar Ettore Benussi, die in Triest spielen.
Sie lebt in Triest, Rom und Orvieto.

## Filmografie (Auswahl)
- 1985: Leidenschaften (Interno Berlinese)
- 1989: Die Verlobten (I promessi sposi)
- 1989: Franziskus (Francesco)
- 1995: Geh, wohin Dein Herz Dich trägt (Va dove ti porta il cuore)
- 1995: Die Jüdin – Edith Stein (Siódmy pokój)

## Werke (als Roberta de Falco)
- Die trüben Wasser von Triest (Nessuno è innocente), dt. von Luis Ruby. Pendo, München 2014, ISBN 978-3-86612-379-3
- Gute Zeiten für schlechte Menschen (Bei tempi per gente cattiva), dt. von Luis Ruby. Pendo, München 2014, ISBN 978-3-86612-385-4
- Schuld vergisst nicht (Il tempo non cancella), dt. von Sigrun Zühlke. Pendo, München 2016, ISBN 978-3-86612-406-6
- Ein ehrenwerter Tod (Non è colpa mia), dt. von Sigrun Zühlke. Pendo, München 2017, ISBN 978-3-86612-442-4